# Вулиця Олекси Довбуша (Київ)
Ву́лиця Оле́кси До́вбуша — вулиця в Дніпровському районі міста Києва, місцевість ДВРЗ. Пролягає від Алматинської вулиці до тупика.
Прилучаються вулиці Шляховиків, Інженера Бородіна, Сеноманська, Марганецька і Опришківська.

## Історія
Вулиця виникла в першій половині XX століття під назвою 614-та Нова. Сучасна назва на честь керівника антифеодального селянського руху Олекси Довбуша — з 1953 року.